# Adil Hermach
Adil Hermach, né le 27 juin 1986 à Nîmes est un footballeur international marocain également de nationalité française. Il occupe actuellement le poste d'entraîneur de l’équipe du Nîmes Olympique.

## Biographie

### Jeunesse
Adil Hermach né 27 juin 1986 à Nîmes et grandit dans le Gard. Il débute dans le club de Montfrin avant de rejoindre Nîmes Olympique à l'âge de neuf ans. 

### Club

#### Débuts avec Lens
En 2004, Adil Hermach signe un contrat au Racing Club de Lens, après avoir été formé au Nîmes Olympique, et évolue en équipe réserve jusqu'à la saison 2005-2006. Le 14 septembre, il dispute son premier match avec Lens face à l'Ethnikos Achna, un club chypriote, lors du premier tour de la Coupe UEFA. Il rentre en cours de jeu (à la soixante-dix-neuvième minute) à la place de Jonathan Lacourt. Lors de cette même saison, le Marocain prend part à une rencontre de Coupe de la Ligue, puis à quelques minutes des seizièmes de finale de Coupe d'Europe contre le Panathinaïkos à Athènes (match nul et vierge).
L'année suivante, Adil Hermach n'est pas désiré par Guy Roux puis par Jean-Pierre Papin, et trouve à l'hiver un point de chute en Belgique, au KSV Roulers. Prêté, il joue onze matches en Jupiler League et découvre la sélection marocaine lors d'un match amical joué le 26 mars 2008 contre la Belgique, lors duquel il remplace Youssef Safri à la soixante-et-unième minute.

#### Dans le collectif et capitaine
À l'été 2008, Adil Hermach revient à Lens, descendu en Ligue 2. Il y gagne du temps de jeu et tend à devenir un titulaire au sein de l'équipe sang et or. Au milieu de terrain, il est aligné aux côtés de Nenad Kovačević, prenant la place de Sidi Keita. Mais à la suite d'une inflammation de la paroi abdominale, le jeune joueur est contraint d'être écarté des terrains durant trois mois. Le 30 janvier 2009, il fait son retour sur les pelouses de Ligue 2. Auteur d'un très bon match face à Châteauroux, il regagne sa place de titulaire pour les journées suivantes, son association avec Kovačević étant parfaitement complémentaire.
Champion de deuxième division, Adil Hermach ne perd pas sa place une fois le club revenu en Ligue 1. Il joue quasiment tous les matches, et parvient à maintenir le RC Lens dans l'élite. Mais fatigué, le groupe lensois déchante l'année suivante, et intègre très tôt la zone de relégation. Le 17 octobre 2010, lors du match opposant son équipe au Stade rennais, il est promu capitaine du Racing Club de Lens par son entraîneur Jean-Guy Wallemme. Quelquefois décisif à l'avant comme sur coup franc, il est élu « joueur lensois de l'année 2010 » par le quotidien La Voix du Nord, et garde logiquement la confiance du successeur de Wallemme, László Bölöni. Cependant, il ne peut éviter la descente de son club, et décide de le quitter une fois la saison terminée.

#### Nouvelle orientation
En juin 2011, il signe un contrat de quatre ans avec le club saoudien du Al-Hilal FC sur les conseils de son sélectionneur Eric Gerets,, ancien entraîneur du club. Néanmoins, Eric Gerets a démenti ces propos.

#### Retour en France
Adil Hermach retrouve le Championnat français en s'engageant pour le Toulouse Football Club sous forme de prêt de six mois.

#### Passage aux Émirats arabes unis
Fin janvier 2014, le club de Dubaï, Al Wahda, fait une offre de 3 M€ pour s'offrir ses services afin de remplacer Marco Estrada, blessé.

### Reconversion
Lors de la saison 2022-2023, il suit au CNF Clairefontaine la formation au DESJEPS mention football.

### Sélection nationale
Ayant participé à la Coupe du monde des moins de 20 ans 2005 avec le Maroc junior, il accepte l'offre de Fathi Jamal pour rejoindre le Maroc et fait ses débuts lors d'un match amical opposant le Maroc à la Belgique.

## Palmarès

### En Club
- RC Lens
  - Champion de France de Ligue 2 en 2009

### Sélection Nationale
- Maroc junior
  - Quatrième de la Coupe du monde des moins de 20 ans 2005